# 秩父事件

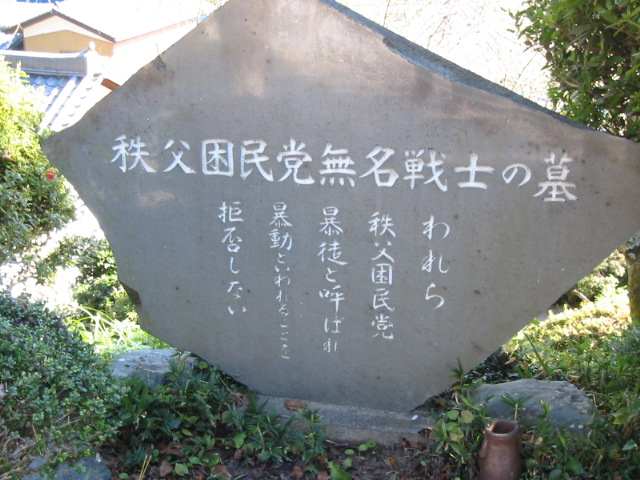
秩父困民党無名戰士墓

秩父事件，发生于1884年10月31日至11月9日期间，是在日本埼玉县秩父郡爆发的一场农民起义。农民要求政府缓解债务压力以及减少杂税。该事件波及了邻近的群马县和长野县的町村，规模达数千人，是受到自由民权运动影响而激化的典型事件。

## 事件背景
自江户时代末期以来，政府以富国强兵为名义，年年加税。然而，与此同时，自1881年10月松方正义出任大藏卿以来，其财政政策导致了通货紧缩，尤其是农业遭受了严重的打击。随着农作物价格持续下跌，许多原本就贫困的农产地区陷入了困境。同时，受到1873年至1896年欧洲大萧条的影响，日本经济进一步恶化。在1882年，里昂生丝交易所的生丝价格大幅暴跌，此外，日本国内生丝价格也在1882年至1883年间急剧下跌。
埼玉县秩父地区自古以来就以蚕业为主，尤其以生丝生产为主，与信州（长野县）等其他蚕业地区相比，与法国市场的联系更为紧密（秩父郡内的第一所小学是在法国的帮助下建立的），因此，受到生丝价格暴跌的影响更为严重。许多蚕业农民依靠每年的生丝销售、借贷或从其他地区购买粮食和生活用品来维持生计。生丝市场的暴跌和政府的增税加重了农民的贫困，他们不得不支付银行和高利贷的利息，使得生活更加艰难。
当时的明治政府一方面准备制定由政府主导的宪法，并开设国会，另一方面强化对民权运动的镇压政策。一些民权派人士开始变得激进，认为要建立一个“真正善美的国家”，就必须以暴力手段推翻暴政政府。1881年的秋田事件、1882年的福岛事件和1883年的高田事件等所谓的“激化事件”，被认为是明治政府以激进民权人士推翻政府为借口，对当地民权人士和民权运动进行镇压。尽管激进派推翻政府的计划最终没有实现，但随后的1884年群马事件和同年9月的加波山事件，显示出激进民权运动的势头，其中群马县的自由党员在妙义山山脚集结陷入困境的农民发动了武装暴动，而加波山事件则是在茨城县加波山，16名激进民权运动家举起武装，与警察发生冲突，目的是为了建立“完整的宪政主义”，推翻“自由公敌”的专制政府，这对政府造成了冲击。尽管规模很小，但目标升高到袭击参加栃木縣厅落成仪式的政府官员的程度。
自1883年下半年以来，自由党激进派频繁地进行交流，以加强同志联盟，以推翻压迫。与此同时，由于与传统路线的冲突，以及对待加波山事件的分歧，1884年10月29日，即秩父事件发生前两天，自由党通过了解散党的决议。此外，有人认为秩父事件的领导层在起义时并不知道自由党已解散。

## 摘要
秩父地区接触到自由民权思想的自由党人成为主要推动力量，饱受增税和债务困扰的农民组成了“困民党”（也被称为秩父困民党、秩父借款党或负债党）。1884年8月，困民党发起了两次森林集会。根据集会决议，进行的请愿活动和与高利贷的协商以失败告终。起义的目的是要求政府不采取暴力行动，销毁高利贷和政府的账簿，并减轻税收。
自由党解散两天后的10月31日，在下吉田（旧吉田町）椋神社举行了义集会，除了起义的目的外，还制定了任务表和军法，开始了起义。次日11月1日，起义者控制了秩父郡，并销毁了高利贷和役所的文件。
由于当时电报已经通了，政府很早就知道了这些人的起义及其规模，因此利用火车派遣警察和宪兵队前来镇压。尽管如此，政府方面也陷入苦战，最终派遣了东京镇台控制郡界。11月4日，秩父困民党指挥部事实上已经崩溃，部分激进派以长野县北相木村出身的自由党员菊池贯平律师为首，率领农民，经过十石峠转入信州。11月9日，其中一队在佐久郡东马流（现小海町马流站附近）遭到高崎镇台和警察部队的攻击而毁灭。随后，主要领导人和参与者在各地纷纷被捕。5名警官在这起事件中殉职。
事件发生后，约有1万4千多人受到处罚，被认为是主谋的田代荣助、加藤织平、新井周三郎、高岸善吉、坂本宗作、菊池贯平、井上传藏等7人被判处死刑（不过井上传藏和菊池贯平缺席裁判）。井上传藏逃往北海道，1918年去世；菊池贯平在甲府被捕，被减刑为终身监禁，1905年出狱，1914年去世。

## 資料馆

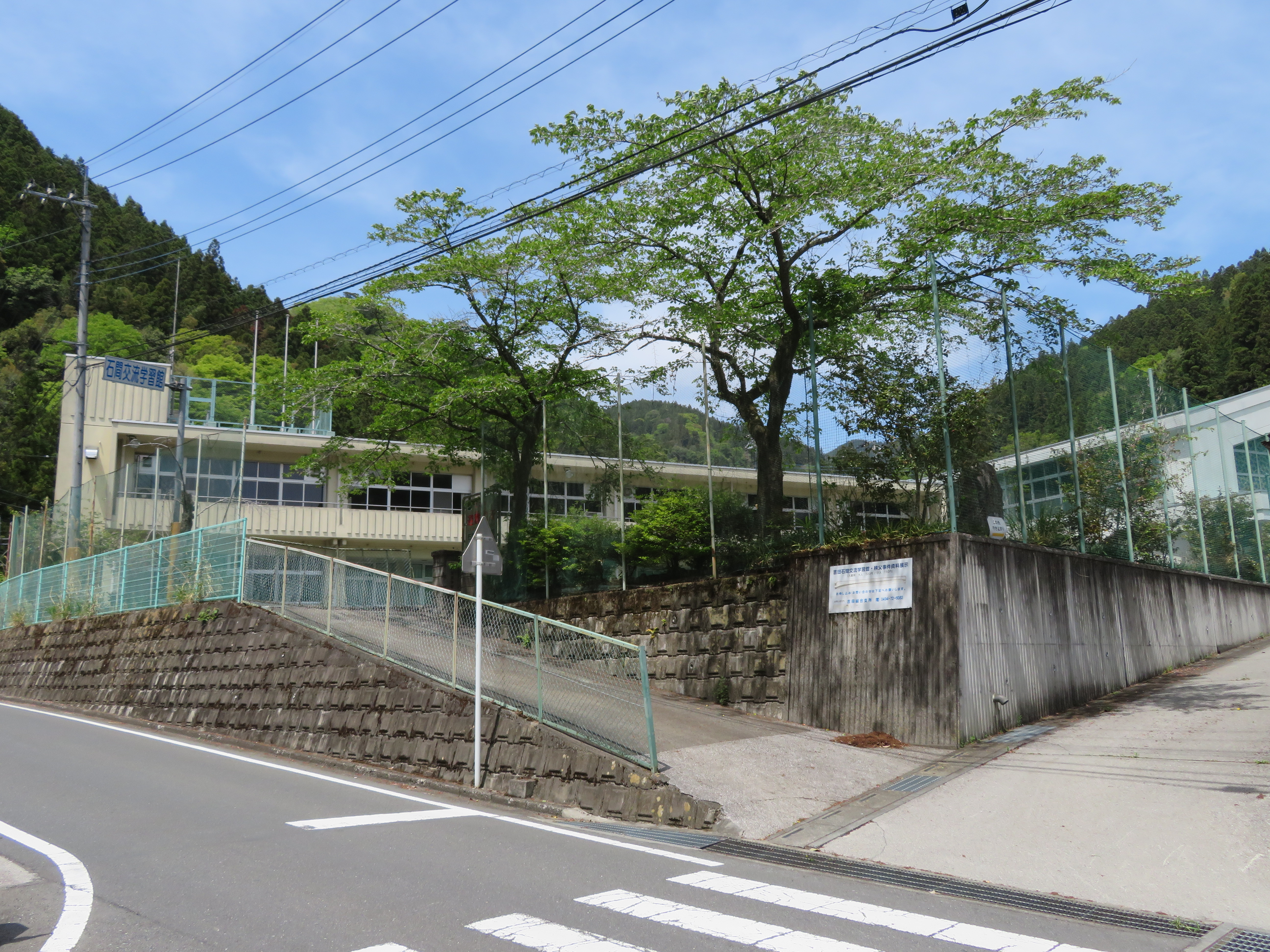
石間交流学習館

- 秩父事件資料館
- 石間交流学習館

## 外部連結
- 秩父事件ホームページ （页面存档备份，存于） - 秩父事件研究顕彰協議会（日語）
- 「草の乱」 （页面存档备份，存于）（日語）
- 吉田町観光協会「草の乱」，存于（日語）